# Похоронні обряди Стародавнього Єгипту

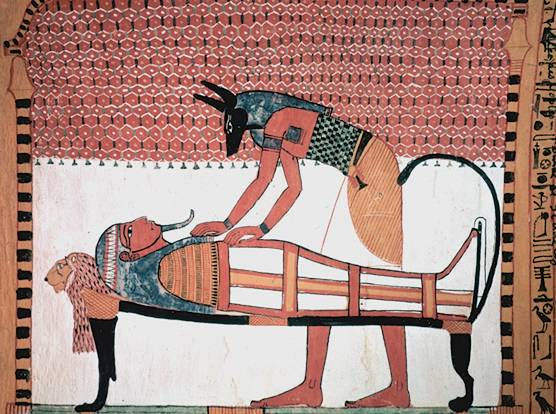
Анубіс підготовляє мумію до поховання. Розпис на стіні гробниці художника Сеннеджема

Стародавні єгиптяни створили ряд похоронних звичаїв, які, на їхню думку, були необхідні для забезпечення безсмертя надалі загробному житті. Ці ритуали охоплюють муміфікацію, відбір магічних заклинань і забезпечення могил всім необхідним для життя в потойбічному світі. У процесі поховання використовувалися напрацьовані протягом тривалого часу старовинні звичаї. Незважаючи на те що деякі специфічні деталі змінилися з плином часу, такі елементи, як підготовка тіла, магічні обряди і забезпечення могил всім необхідним були частиною неодмінною умовою ритуалу поховання.

## Похоронні ритуали

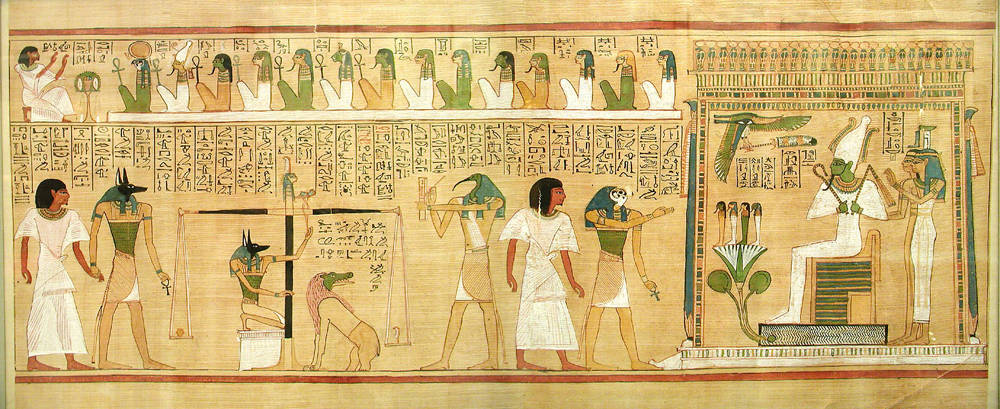
Уривок «Книги мертвих» з папірусу Хунефера.

Після того як мумія була підготовлена, її необхідно «оживити». Церемонія «Отверзення вуст» проводилася жерцем, який вимовляв заклинання і торкався до мумії або до саркофагу ритуальним теслом, лезо якого було виготовлено з міді або каменю. Проведення подібної церемонії давало можливість мумії дихати і говорити в загробному житті. Аналогічним чином, вимовивши заклинання, жрець міг оживити руки, ноги та інші частини тіла у мумії.

## Заупокійні тексти
Багато мумій були оснащені заупокійною літературою, яку померлі забирали з собою в загробний світ. В більшості своїй заупокійна література складалася зі списку інструкцій і заклинань, які слугували путівником по загробному світу. За часів Стародавнього Царства, тільки фараон мав можливість користуватися подібною літературою, більш відомою як Тексти пірамід. Тексти пірамід — це набір заклинань, що забезпечують воскресіння і захист фараона від різного роду ворожих сил, які мешкають в потойбічному світі. Фараон Уніс був одним з перших, хто використав цей набір заклинань. У нього, як і у деяких наступних фараонів, заклинання були висічені на стінах, всередині пірамід. Ці тексти були індивідуально підібрані для нього з великого банку заклинань.

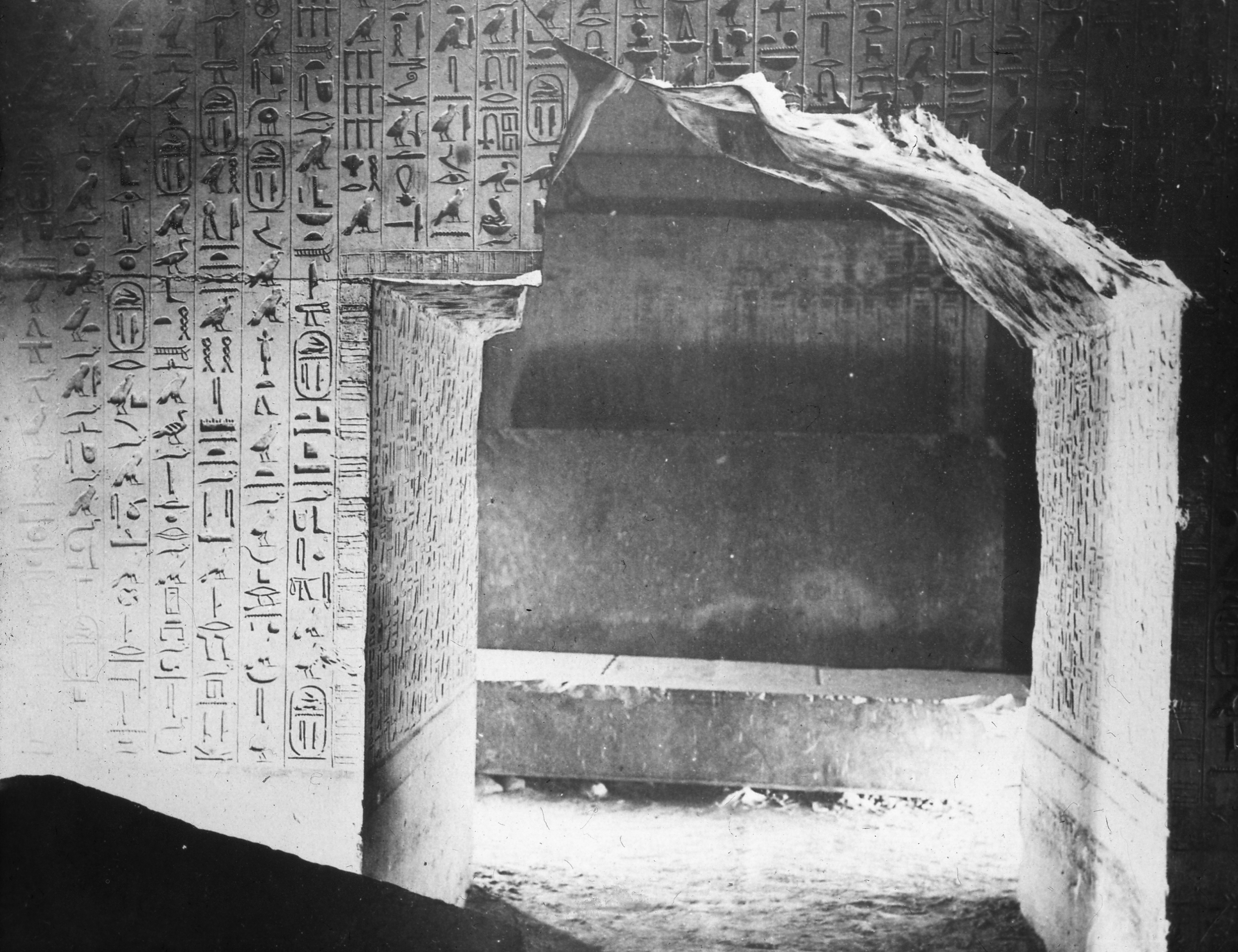
Тексти пірамід в піраміді Уніса.

В Перший перехідний період і в часи Середнього царства деякі заклинання Текстів пірамід стали знаходити на поверхні саркофагів, в похоронних камерах високопосадовців. Таким чином, поступово, стала розвиватися традиція запису заклинань на внутрішній і зовнішній поверхнях саркофагів. Тексти й заклинання записані на поверхні саркофагів стали називатися Текстами саркофагів. У цей період, заупокійна література, вперше стала доступна особам, які не мають королівського походження. Незважаючи на те що багато заклинань були перенесені з більш ранніх текстів, в Текстах саркофагів, стали з'являтися додаткові заклинання, які зазнали незначних змін, і були адаптовані для осіб не царського походження.
За часів Нового царства, Тексти саркофагів стали записувати на похоронних папірусах, які отримали назву Книга мертвих. Подібні книги мертвих продовжували створюватися аж до Пізнього періоду. Тексти в цих книгах були розділені на глави, кожна з яких могла містити до двохсот заклинань. Кожен з цих текстів був індивідуально складений для померлого, хоча ступінь відмінності в них була не суттєвою. Якщо людина була досить багатою, то за додаткову плату вона могла замовити собі свій варіант тексту, який включав би в себе ті заклинання, які йому більше хотілося бачити. Якщо ж фінансове становище людини не дозволяло йому зробити покупку персональної Книги мертвих, то він міг купити дешевшу, стандартну версію, в якій були залишені порожні місця для імені померлого.

## Похоронний посуд

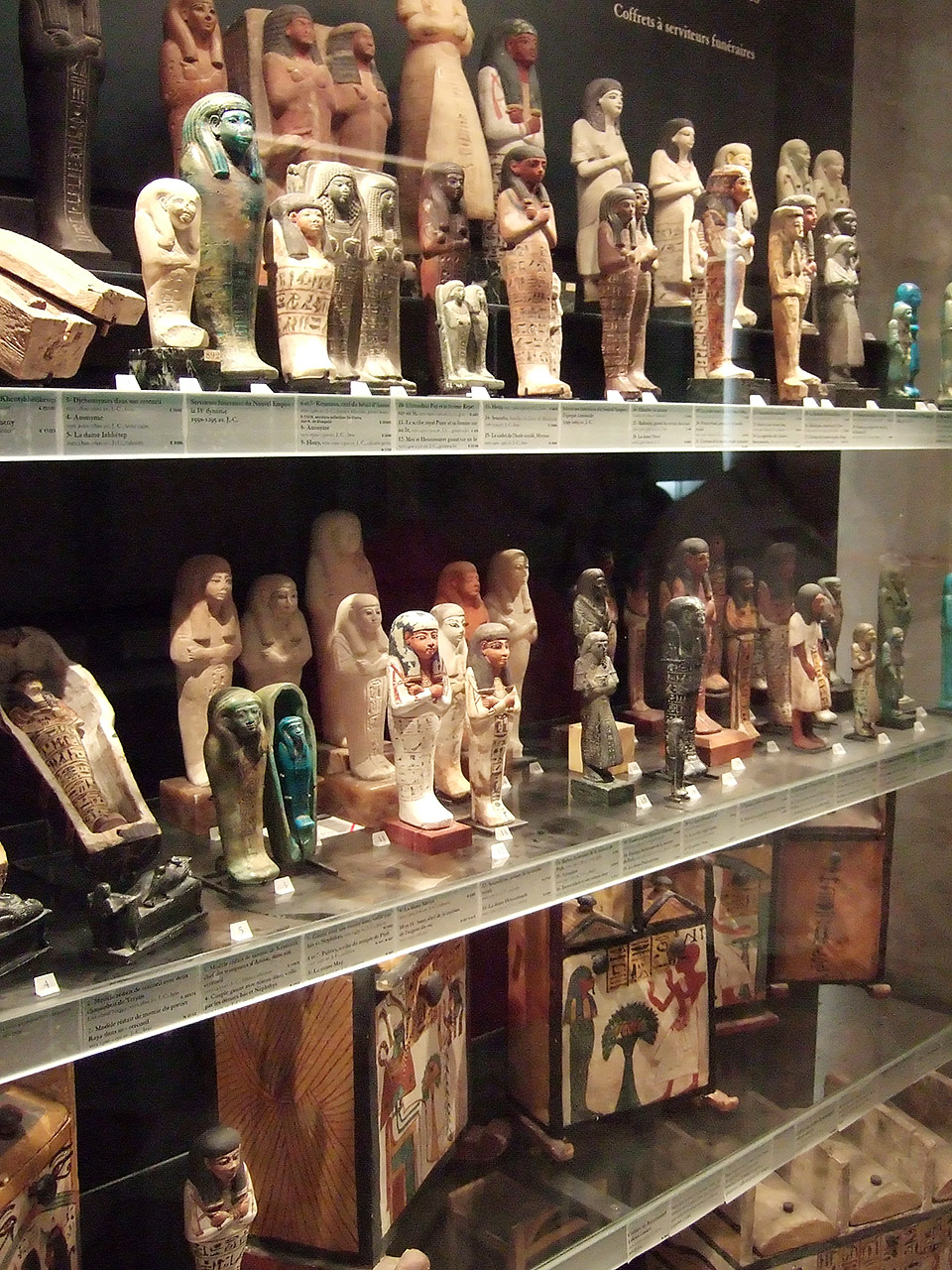
Різноманітні статуетки ушебті, Лувр.

З найдавніших часів історії Єгипту, прості єгиптяни ховали померлих з різноманітними предметами побуту, бо вони могли стати в пригоді їм після смерті. Це було кухонне начиння, керамічні вироби, кам'яні судини, різні предмети побуту та їжа. Більш багаті єгиптяни могли собі дозволити бути похованими з меблями, ювелірними виробами та іншими цінними речами, тому їх гробниці грабувалися і спустошувалися протягом всієї історії Єгипту.
Згідно зі звичаями, що з'явилися в період Стародавнього царства, багаті громадяни ховали померлих у дерев'яних або кам'яних саркофагах. Кількість похоронного начиння в них була малою. Найчастіше зустрічалися набори мідних інструментів і деякі види ваз. Дерев'яне похоронне начиння почало переважати в часи Першого перехідного періоду. На цих дерев'яних виробах часто зображувалися сюжети з повсякденного життя померлих, що мало на увазі продовження подібної діяльності і після смерті. Саркофаги мали стандартну прямокутну форму. Поверхня саркофагів була яскраво розфарбована і на ній часто зображувався напис у вигляді Формули підношення. У цей період предмети повсякденного побуту, зустрічалися в гробницях рідко. Наприкінці Середнього царства, в гробницях єгиптян стали з'являтися такі похоронні об'єкти як ушебті і скарабеї. У цей же період в могилах знову стали з'являтися предмети повсякденного побуту, включаючи магічні амулети , що використовувалися ще за життя для захисту померлого.

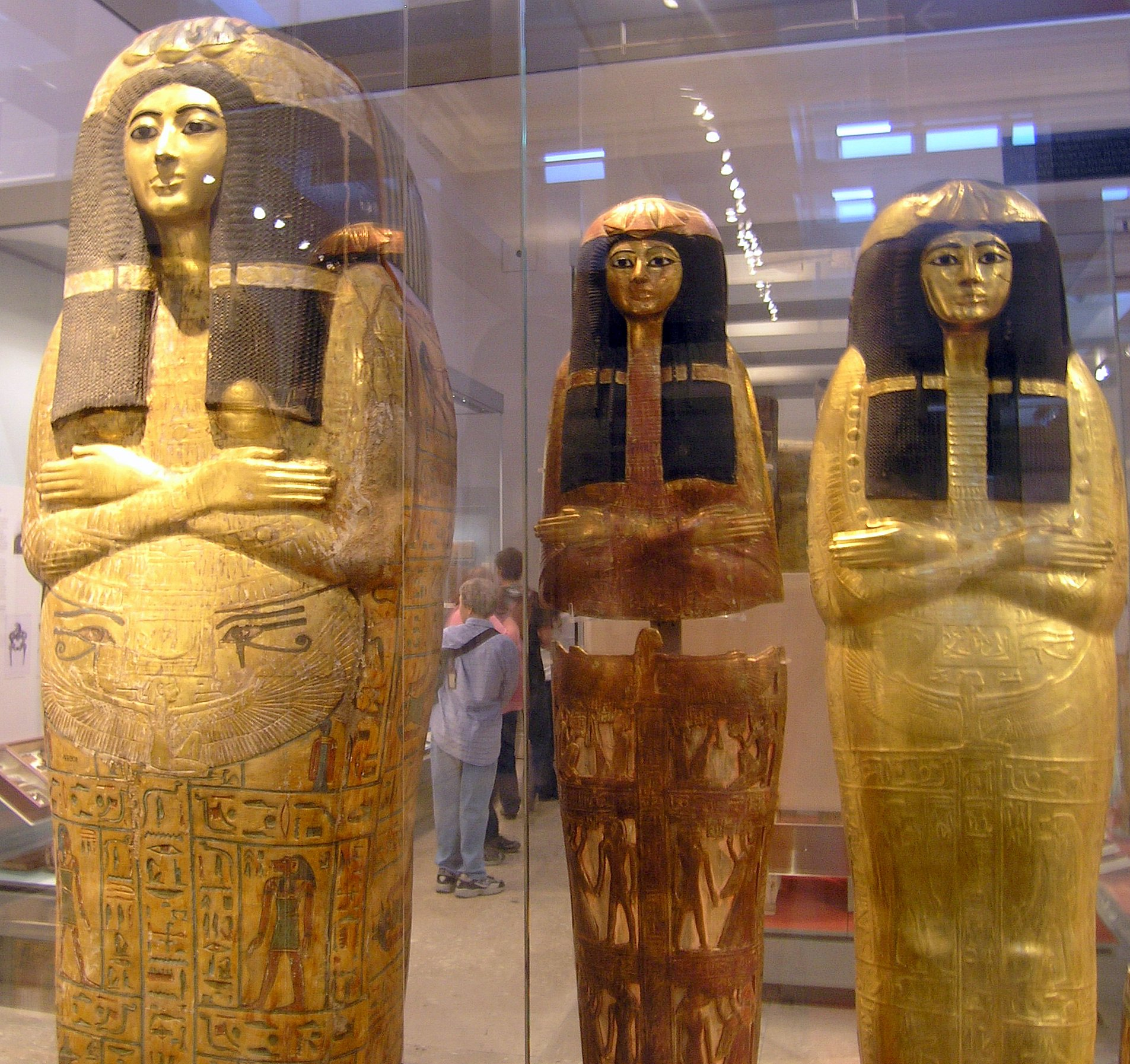
Антропоморфні саркофаги фіванської жриці Хенутмехіт, Британський музей.

З початком Нового царства, деякі стародавні звичаї поступово змінилися. Наприклад, саркофаги були в основному антропоморфної форми. Померлим клали хоча б одну статуетку ушебті, бо єгиптяни вірили, що вона буде виконувати всю складну роботу за них в потойбічному світі. Гробниці багатих часто містили речі повсякденного побуту. У той час як в гробниці Рамсеса II і в гробницях всіх наступних фараонів, предмети з повсякденного життя стали поступово зникати. У цих гробницях все частіше стали зустрічатися предмети і речі спеціально виготовлені для похорону. Крім того, в похованнях збільшилася кількість статуеток ушебті, кількість яких в окремих гробницях досягала чотирьохсот штук. Крім статуеток ушебті, померлого ховали з великою кількістю інших магічних фігурок, які були покликані захистити померлого від різного роду напастей і зла в потойбічному світі. Незважаючи на те що види і різноманітність поховальних об'єктів змінювалися протягом всієї історії стародавнього Єгипту, їх функціональне значення залишалося незмінним. Головною функцією всіх похоронних об'єктів було забезпечення померлого всім необхідним в загробному житті.
В деяких давньоєгипетських гробницях, крім звичайного похоронного начиння, зустрічалися і похоронні човни.  Човни відігравали важливу роль в релігії єгиптян, бо вони були основним засобом пересування богів як по небу так і по Дуату. На одному з видів човнів, який єгиптяни використовували на похоронах, вони здійснювали паломництво до святих місць Єгипту, таких як стародавнє місто Абідос. Одна з подібних човнів була знайдена поблизу від піраміди Хеопса.

## Історія
Незважаючи на те що не збереглося жодного письмового джерела додинастичного періоду, вчені можуть почерпнути чимало важливої інформації отриманої від збережених тіл стародавніх єгиптян. Це стало можливим завдяки тому, що люди того часу не дотримувались загальної практики кремації тіл, а ховали своїх померлих. Чому вони робили саме так невідомо, але деякі вчені вважають, що єгиптяни боялися того, що мертві можуть піднятися з могил, якщо з ними погано поводитися після смерті.

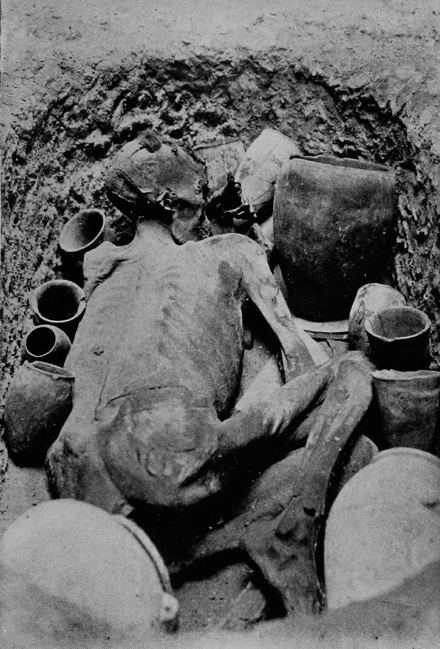
Муміфікована людина в овальній ямі, Британський музей.

У більш ранні епохи, померлих ховали в простих овальних ямах з декількома похоронними предметами, які розташовувалися навколо них. Іноді зустрічаються групові поховання, в яких можна побачити кістки не тільки людей, а й тварин. З часом, могили стали більш складними, тіла клали спочатку в плетений кошик, а потім в дерев'яний або теракотовий саркофаг. У цих могилах містилися ювелірні вироби та гострі наконечники.
Все це наочно показує, що вже в ті давні часи у людей була віра в загробне життя, хоча згідно з археологічними даними, шансів потрапити туди у простої людини було не багато. Це могло бути з тієї причини, що для прийняття в загробний світ, були потрібні лише ті померлі, які могли виконувати строго певну функцію. Фараонові дозволено було входити в царство мертвих, позаяк він грав важливу роль в житті людей, тому й від інших людей так само потрібна важлива життєва роль, щоб потрапити туди.
У ранніх царських гробницях були знайдені останки людей принесених в жертву. Подібні знахідки лише зміцнили думку археологів в тому, що у кожного єгиптянина повинна була бути важлива функція після смерті. Можливо ці люди, були покликані служити вічно своєму цареві. Надалі, необхідність у вчиненні людських жертвоприношень відпала, ймовірно з тієї причини, що фараони знайшли більш гарну і гуманну альтернативу у вигляді магічних фігурок і настінних розписів з заклинаннями. Деякі з цих фігурок, були створені схожими на певних людей, щоб вони могли і після смерті слідувати за фараоном.
Як нижчий, так і середній прошарок єгиптян, змушений був покладатися на милість фараона, щоб потрапити в загробний світ. Єгиптяни вірили, що коли помирав фараон, він ставав божеством, яке могло дарувати кожному право на загробне життя. Подібна віра вкоренилася у єгиптян в додинастичний період і протрималася аж до Стародавнього царства. Надалі, поступово, право на загробне життя отримав кожен у кого були гроші.